# 磁気力顕微鏡
磁気力顕微鏡（じきりょくけんびきょう、Magnetic Force Microscopy;MFM）とは、磁気双極子相互作用を利用する走査型プローブ顕微鏡の一種であり、表面の微小磁区を測定する事ができる顕微鏡である。

## 特徴
磁気力顕微鏡が、他の走査型プローブ顕微鏡と異なる点は、MFMでは磁石同士に作用する異極間（N極とS極）の引力作用と同極間（N極とN極，またはS極とS極）の斥力作用(磁気双極子相互作用)を利用していて、カンチレバーにパーマロイやコバルト系の磁性材料を蒸着した物を用いる点にある。磁気的引力と斥力作用はレバー振動の位相差で検出することが可能で、磁性探針と試料磁界との磁気的作用によるカンチレバー振動の位相変化により磁気力勾配の分布を画像化する。MFMは最初に、表面形状信号をDFMで測定してから（1st Scan）次に同じラインを戻って、探針を一定距離離した非接触状態として1st Scanで記憶させた表面形状をトレースしながら、磁気力による位相変化を測定する（2nd Scan)ことにより、表面形状から常に同じ高さにおける磁気力の分布がわかる。材料表面からの漏洩磁束を測定する事は、試料表面付近では原子間力の影響が大きくなるためにプローブ顕微鏡の中でも非常に難しい部類に属している。漏洩磁束の検出感度は、プローブのQ値や曲率半径などに依存している。現在は、JS(Just On surface)-MFMなどの分解能10nm前後の物が最高感度とされる。

## 課題
- 空間分解能が数10nm程度であり、空間分解能の向上が強く求められている
- 空間分解能の向上に有効な試料表面近傍での磁場計測は、従来技術では、強い近距離力により磁気力がマスクされるので困難

## 交番磁気力顕微鏡
従来の磁気力顕微鏡では困難であった、試料表面近傍での磁場の単独検出による5nm空間分解能、磁場のゼロ検出による磁場の上向き/下向きの極性検出等を大気雰囲気下で実現する。

### 交番磁気力顕微鏡の構造
磁気力顕微鏡に交流磁場源を追加して探針の共振周波数と異なる周波数の交流磁場を発生させることにより、探針振動に、励振力にならない交番磁気力を信号源とした周波数変調が発生する。周波数復調器、ロックインアンプを追加することで振動波形を周波数復調してロックイン検出により交番磁気力を計測する。それにより、ロックイン検出を用いることで、試料表面での磁場計測が可能になり、磁場のゼロ検出が可能になるので、磁場の極性を識別できる。

## 用途
- ハードディスクや磁気テープ等の磁気記録媒体における磁気記録ビットの観察
- 電子線リソグラフィー等の技術により作製された微細な磁性パターンの磁区構造の研究

## メーカー
- 日立ハイテクサイエンス
- ブルカー